# Taimen
De taimen (Hucho taimen) is een straalvinnige vis uit de familie der zalmen (Salmonidae).
De taimen komt voor in de Wolga en de Petsjora tot aan de rivier de Amoer in het zuiden. Ook in delen van de Kaspische Zee, Noordelijke IJszee en delen van de Grote Oceaan in Rusland en Mongolië komt deze soort voor. Vroeger kwam deze soort ook voor in Europa.

## Beschrijving
De kleur van hun schubben varieert per gebied, maar meestal is de kop olijfgroen en de staart roodbruin. De vinnen zijn meestal donkerrood van kleur en de buik varieert van wit tot donkergrijs. De taimen is de grootste zalmachtige ter wereld, en daarom de droomvangst van iedere vliegvisser. De lengte - gewicht relatie is niet precies bekend, maar hengelvangsten van vissen van meer dan een meter lang en met een gewicht tussen de 30 en de 60 kg zijn geen uitzondering. De grootste taimen ooit gevangen had een lengte van 210 cm en een gewicht van 105 kg.
De taimen is een piscivoor, maar eet soms ook kleine zoogdieren en vogels. In Mongolië worden de dieren gigantisch groot en hebben de bijnaam Mongolian terror trout gekregen. Dit omdat deze soort bekendstaat om het soms opeten van kleine honden. Lokaal wordt de vis ook wel rivierwolf genoemd.

## Natuurbescherming
De taimen is een bedreigde diersoort in Europees Rusland en dreigt te verdwijnen uit het stroomgebied van de Petsjora. Verder gaat de taimen in aantal achteruit in sommige delen van het verspreidingsgebied in Azië als gevolg van watervervuiling en overbevissing, waaronder ook het sterk toegenomen sportvisserstoerisme. Op wereldschaal is de soort niet bedreigd, maar de soort staat wel als kwetsbaar op de lijst van de IUCN.